# The last trip to Tulsa
Last trip to Tulsa is een lied van Neil Young. Het verscheen in 1968 op zijn solodebuut-album met de titel Neil Young. Daarna verscheen het op nog minstens vijf live- en verzamelalbums, zoals op Sugar mountain - Live at Canterbury House 1968 en The archives vol. 1 1963-1972.
Young had in deze tijd Buffalo Springfield net verlaten en brak erna door met Crosby, Stills, Nash & Young. Het muziektijdschrift Rolling Stone rekent het tot de 20 insanely great Neil Young songs only hardcore fans know. Bay Area-musicus Pat Nevins bracht in 2003 een cover van het nummer uit op zijn album Shakey Zimmerman.
Young speelt het nummer alleen op een akoestische gitaar. Het is een verhalend nummer met een lengte van negenenhalve minuut. Het lijkt sterk geïnspireerd te zijn op de stijl van Bob Dylan.
In het nummer gaat hij langs verschillende surrealistische fases uit een of meerdere levens. De exacte betekenis wordt niet echt duidelijk. De recensenten van Rolling Stone houden het op de betekenis van trip als een reis naar een andere wereld onder invloed van hallucinerende middelen. Ze vragen zich af wat Young moet hebben gerookt toen hij het schreef, en sluiten af met: we want to try some.